# Agudus longiceps
Agudus longiceps är en insektsart som beskrevs av Berg 1879. Agudus longiceps ingår i släktet Agudus och familjen dvärgstritar. Inga underarter finns listade i Catalogue of Life.